# Vaucé
Vaucé est un village et une ancienne commune de la Mayenne, aujourd'hui intégrée à la commune de Couesmes-Vaucé.
Le village a la particularité de faire partie à la fois des provinces historiques du Maine et de la Normandie dans le pays de Passais.

## Histoire
À la Révolution française, la paroisse de Vaucé a été amputée de sa partie normande devenue en 1836 la commune de Saint-Siméon (Orne).
Comme une quinzaine d'autres communes, Vaucé a fait partie des « communes mixtes » qui sont restées longtemps partagées, au civil et au religieux, entre l'Orne et la Mayenne, même après la création des départements. La situation administrative de ces communes n'a été définitivement réglée qu'en 1832.
L'église a conservé sa nef romane datant du XIe siècle, son chœur date du XVe siècle, et ses chapelles latérales ont été construites au XVIe siècle. La date de 1607 sur le linteau indique certainement la date d'achèvement des travaux. Le retable date du XVIIe siècle.
Une croix représentant saint Pierre existait dans le cimetière de Vaucé. Elle a été brisée au début du XVIIe siècle et seul un fragment est conservé à l'entrée du cimetière, un croisillon avec une représentation magistrale de Saint Pierre, vêtu d'un manteau et tenant la clef du paradis et du Christ dont il ne subsiste que le torse, la tête et les membres ayant été brisés avec les branches. Une nouvelle croix fut érigée en 1747.
L'église abrite une cloche en bronze de 1817 classée à titre d'objet aux Monuments historiques en 1942.
L'école publique des filles est laïcisée par un arrêté préfectoral en date du 21 mai 1886.
Le 13 août 1944, Armand Daligault, originaire de Vaucé et réfractaire au STO (Service du travail obligatoire) est abattu avec ses camarades lors d'un transport d'armes parachutées à Lieurey (Eure). Son nom est le seul inscrit pour 1939 - 1945 sur le monument aux morts.
En octobre 1961, un cultivateur détruisant une haie séparant deux parcelles de terre découvrit trois vases de terre contenant 4 609 monnaies et 3 fragments.
Le 1er janvier 1973, Vaucé s'associe à Couesmes-en-Froulay. L'association prend le nom de Couesmes-Vaucé. La fusion devient totale le 1er janvier 2014.

## Toponymie
Le nom de la localité de Vaucé est attesté sous les formes de Vaceio en 1168 et Vaussé vers 1200. Le toponyme serait issu d'un anthroponyme gaulois tel que Valcius ou Vallicius.

## Politique et administration
En 1937, Louis de Lagrange était élu maire à 25 ans, succédant à son père. Le Figaro et L'Ouest-Eclair soulignaient alors qu'il était « certainement le plus jeune maire de France ».
| Période      | Période    | Identité            | Étiquette | Qualité |
| ------------ | ---------- | ------------------- | --------- | --- |
| janvier 1973 | 1974       | Gabriel Corbeau     |           | Cultivateur, Médaille Militaire 1914-1918, Croix de Guerre avec palmes et chevalier du Mérite Agricole Démissionnaire                                  |
| février 1974 | mars 1975  | Norbert Pautonnier  |           | Cultivateur, Vice-président du syndicat des bouilleurs de cru du Domfrontais et président du syndicat intercommunal du Nord-Mayenne Décédé en fonction |
| mai 1975     | 1985       | René Lerivain       |           | Charron-forgeron, Ancien combattant, Prisonnier de guerre 1939-1945 Décédé en fonction                                                                 |
| 1985         |            | Pierre Chauvin      |           | Entrepreneur de sciage, bûcheron, débardeur |
| 1989         | après 1992 | Clément Gallienne   |           | Gérant de café-épicerie, artisan sellier |
| 1995         | 2014       | Alain Lecherbonnier |           | Entrepreneur en maçonnerie |

## Population et société

### Démographie
L'évolution du nombre d'habitants est connue à travers les recensements de la population effectués dans la commune depuis 1793. En 1973, Vaucé fusionne avec Couesmes-en-Froulay. Les données de population issues de recensement sont alors incluses dans celles de la nouvelle commune de Couesmes-Vaucé.
En janvier 2022, une agente recenseuse anglo-irlandaise est recrutée par la commune pour faciliter le recensement de la population britannique, et à cette occasion le village de Vaucé fait l'objet d'un reportage dans le Journal de 13 heures de TF1.
| 1793 | 1800 | 1806 | 1821 | 1831 | 1836 | 1841 | 1846 | 1851 |
| ---- | ---- | ---- | ---- | ---- | ---- | ---- | ---- | ---- |
| 395  | 359  | 437  | 422  | 404  | 432  | 405  | 350  | 320  |

| 1856 | 1861 | 1866 | 1872 | 1876 | 1881 | 1886 | 1891 | 1896 |
| ---- | ---- | ---- | ---- | ---- | ---- | ---- | ---- | ---- |
| 330  | 302  | 294  | 298  | 291  | 290  | 273  | 262  | 231  |

| 1901 | 1906 | 1911 | 1921 | 1926 | 1931 | 1936 | 1946 | 1954 |
| ---- | ---- | ---- | ---- | ---- | ---- | ---- | ---- | ---- |
| 240  | 231  | 233  | 171  | 172  | 157  | 160  | 148  | 161  |

| 1962 | 1968 | - | - | - | - | - | - | - |
| ---- | ---- | - | - | - | - | - | - | - |
| 159  | 144  | - | - | - | - | - | - | - |

## Culture locale et patrimoine

### Personnalités liées à la commune
- Siméon-Martin Laigre, homme d'Église français, est né dans la partie ornaise de Vaucé.